# Guelfo II de Baviera
Guelfo II da Baviera, também conhecido como Guelfo V (em alemão, Welf V.; 1072 – Kaufering, 24 de setembro de 1120) foi Duque da Baviera de 1101 até sua morte e, por seu casamento com Matilde da Toscana, foi também regente da Toscana, de 1089 até separar-se da esposa, em 1095.

## Relações familiares
Era filho de Guelfo I da Baviera (Guelfo IV), (? – 1101), duque da Baviera e de Judite da Flandres. Casou-se em 1089 com Matilde da Toscana, Senhora de Canossa, marquesa da Toscana e duquesa de Espoleto, filha de Bonifácio de Canossa.